# برکلی یاک
برکلی یاک (به انگلیسی: Berkeley Yacc) یا به اختصار byacc یک پیاده‌سازی مجدد از مولد تجزیه‌گر یاک است. برکلی یاک توسط روبرت سوربت در سال ۱۹۹۰ نوشته شده است و به گونه‌ای طراحی شده تا با یاک اصلی سازگار باشد.  برکلی یاک، به خاطر داشتن یک پروانه آزاد و همچنین به خاطر سریعتر بودن از AT&T Yacc، به سرعت تبدیل به محبوب‌ترین نسخه از یاک شد.  از مزایای برکلی یاک این است که به زبان آنسی سی نوشته شده است و در مالکیت عمومی قرار دارد.
برکلی یاک حاوی امکانات و ویژگی‌هایی است که در یاک اصلی وجود نداشت. همانند قابلیت reentrancy که به گونه‌ای پیاده‌سازی شده که تا حد امکان با گنو بایسون سازگار باشد. 
یاک و لکس به صورت گسترده برای نوشتن کامپایلرها مورد استفاده قرار می‌گیرند.